# Archiconchoecissa cucullata
Archiconchoecissa cucullata is een mosselkreeftjessoort uit de familie van de Halocyprididae. De wetenschappelijke naam van de soort is voor het eerst geldig gepubliceerd in 1902 door Brady.